# Удмуртський Караул
Удму́ртський Карау́л (рос. Удмуртский Караул) — присілок в Красногорському районі Удмуртії, Росія.

## Населення
Населення — 87 осіб (2010; 117 в 2002).
Національний склад станом на 2002 рік:
- удмурти — 92 %